# Textielkunst
Dit overzicht is mogelijk incompleet; u kunt helpen door het uit te breiden.

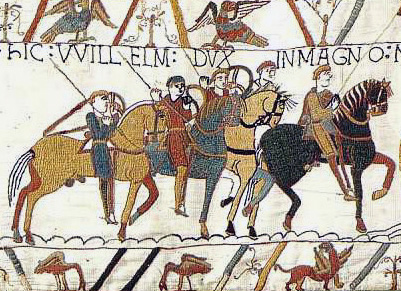
Tapijt van Bayeux uit 1068.

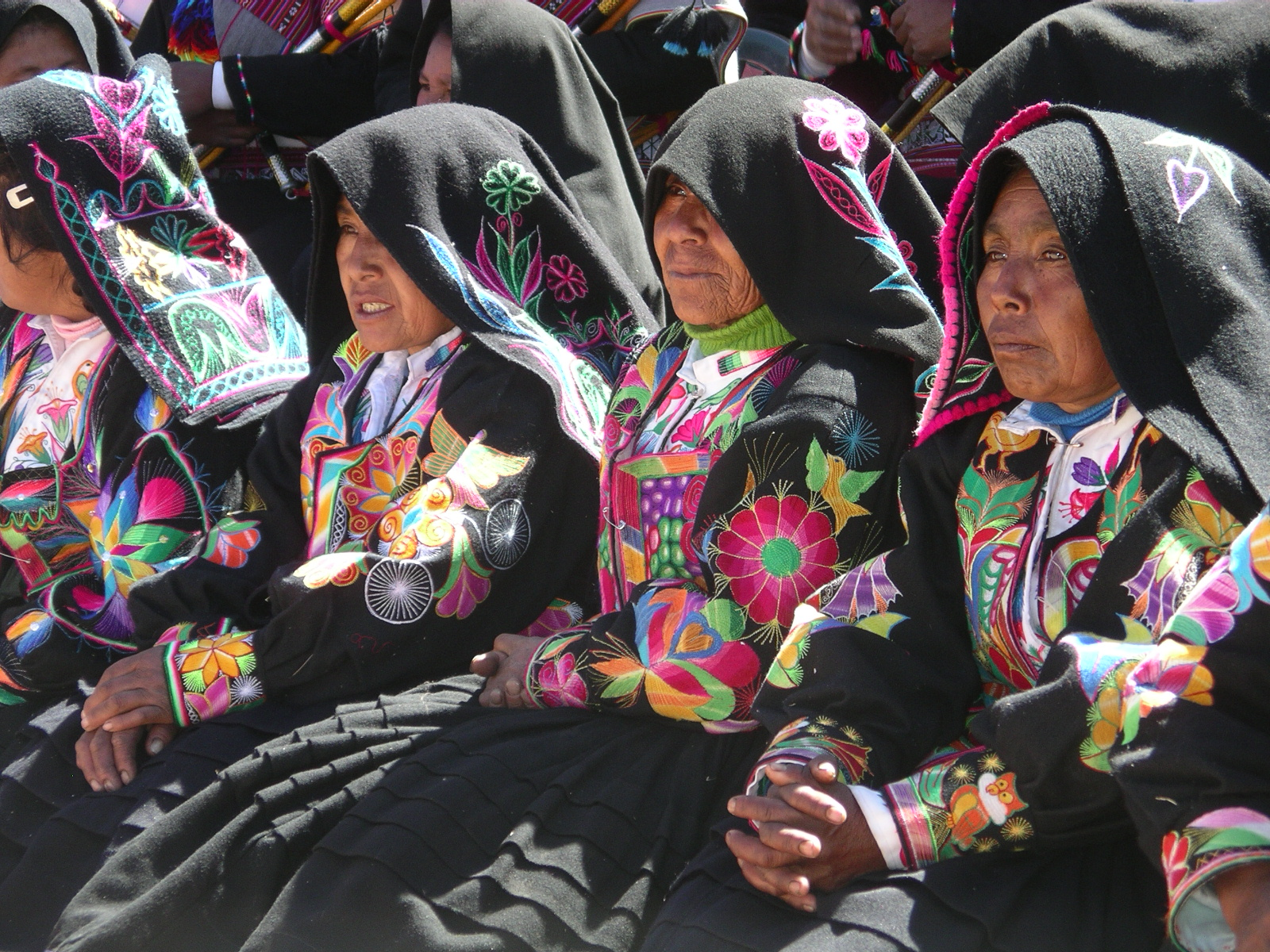
Textielkunst van Taquile, sinds 2005 op de Lijst van Meesterwerken der Mensheid.

Textielkunst is de vorm van ambacht en kunst om gebruikmakend van natuurlijke en of synthetische textielproducten praktische of decoratieve objecten te vervaardigen. 
In een ruime betekenis kan men onder textielkunst alle vormen van handwerken verstaan en alle vorm van ambacht hieromheen. In strikte betekenis kan men het zien als vorm van beeldende kunst van de textielkunstenaars.
Tot de meest uitgesproken vormen van textielkunst zijn:
- Decoratieve stoffen
- Kant
- Wandtapijt
- Kleding

In de textielkunst wordt nog onderscheid gemaakt in:
- Ambachtelijke textielkunst, en
- Machinale textielkunst

Het onderwijs in textielkunst loopt uiteen van bijvoorbeeld handwerken in het lager en middelbaar (beroeps)onderwijs, de textiele werkvormen in het middelbaar en hoger onderwijs, tot textiele vormgeving en textielkunst aan het hoger onderwijs. Deze terminologie is echter verre van eenduidig. 